# ライブアイドル
ライブアイドルとは、マスメディアへの露出よりもライブ等を中心に活動するアイドルのこと。地下アイドル（ちかアイドル）、インディーズアイドル、プレアイドル、リアル系アイドルとも呼ばれる。

## 概要
別名、地下アイドル、インディーズアイドル、プレアイドル、リアル系アイドルと呼ばれる。メディアにはあまり露出せず、ライブやイベントを中心に活動する女性アイドルをいう。比較的小規模なライブやイベントを中心に活動するアイドルやアイドルグループを指しており、所属先は小規模な芸能事務所が多く、中には事務所に所属せずフリーで活動している者もいる。
フリーライターの来栖美憂によると、おニャン子クラブの流れを受けて1990年代に大人数のアイドルグループが続々と誕生し、アイドルとしてのハードルが大幅に下がり、アイドルになりたいと思う女の子が急増した。地下アイドルは、そのような「インディーズのアイドル」がさらに先鋭化したものだという。「インディー」は、大手媒体への露出を主とする「メジャー」と対比し、そのような露出の伴わない活動を主とするものに用いられることが多い。
ライブアイドルの活動は、メジャーとインディーの垣根を取り去り、職業としてアイドルになる、もしくは認められる以前の、アマチュアという意味合いで呼ばれることもある。プレアイドルとは、これから一流アイドルになるであろうアイドルの卵達のことを指すが、あまりメジャーでないアイドルのことをこう呼ぶことがある。ただし、最近ではこの層のアイドルが少ないため、あまり用いられなくなっている。
また、ロマン優光は、「自分の音楽や表現をアイドルを通して実現しようという節のあるアーティスト性のある運営が経営している小規模なアイドル」を「インディーズアイドル」、「芸能事務所的な立ち位置の運営が経営している小規模なアイドル」を「地下アイドル」として区別している。
笹山敬輔は著書『幻の近代アイドル史 明治・大正・昭和の大衆芸能盛衰記』において、アイドル的な存在は明治時代から存在しており、それらはテレビ時代が生んだ「会いに行けないアイドル」ではなく、「会いに行ける」ライブアイドルの元祖であると言えるとしている。著書では、娘義太夫の竹本綾之助、奇術師の松旭斎天勝、浅草オペラの河合澄子、宝塚少女歌劇の初期メンバー、明日待子などを取り上げている。

## 経緯

### 1990年代前半
1980年代末頃から、それまでアイドル歌謡を歌ってきたアイドルの在り方が否定的に捉えられるようになった。アイドルの主な活躍の場であったテレビの歌番組、『ザ・トップテン』が1986年、『ザ・ベストテン』が1989年に終了している。おニャン子クラブの解散（1987年）、また1988年から89年にかけての東京・埼玉連続幼女誘拐殺人事件によるオタク（アイドルファンも含む）のイメージ悪化の影響などもあり、「アイドル冬の時代」へと突入して、マスメディアに登場するアイドルの形態がそれまでの歌手活動を中心とするものから、バラエティ、CM、グラビア、女優などを主とするものへと変化していった。
こうした状況下で1980年代的なスタイルにこだわるアイドル歌手はプレアイドルと呼ばれ、メジャーなアイドルでは当たり前なテレビ出演や大きな会場でのライブはほとんど無く、小規模なライブハウスや区民会館などを主な活動場所とした。その代表的な存在が水野あおいで、他に桜井亜弓、森下純菜などがプレアイドルの中心として活躍した。また目黒福祉センターをホームに活動していたオン・ザ・ムーブプロモーション所属のアイドルたちも密かに注目されていた。
また1992年に所属事務所を辞めてフリーでアイドル活動を始めた宍戸留美は元祖フリーアイドルと呼ばれ、またライブアイドルの原型であるとも評価されている。フリーとなった理由について宍戸は、「事務所がやらせようとしていたバラドルにはなりたくなかったから」と語っている。
ライブ系のアイドルグループとしてはこの時期に活動を始めた東京パフォーマンスドール（1990年）、南青山少女歌劇団（1990年）、制服向上委員会（1992年）などが草分けとされる。しかし冬の時代における厳しさは何ら変わることなく、「外道」と呼ばれる極端なファンとも渡り合っていかねばならなかった。ソロアイドル自体の新規性が薄れてきたことから、前述の先駆的なライブアイドルグループの活動後、アイドルの主流はアイドルグループに移行することになる。
1994年には制服向上委員会がその年の夏に行った「5日間・9ステージ130時間ライヴ」の模様を収録したビデオ『ライブアイドルNo.1』が発売されている。

### 1990年代後半
1990年代中頃より小室哲哉のプロデュースにより、元東京パフォーマンスドールの篠原涼子、元グラビアアイドルの華原朋美、元スーパーモンキーズの安室奈美恵などがアーティストとして人気を博した。そして「アイドル冬の時代」に終止符を打ったとされるのが安室と同じ沖縄アクターズスクール出身の4人組で、『THE夜もヒッパレ』でグループ名がSPEEDと決まり1996年にデビュー、翌年には紅白歌合戦に出場した。また『ASAYAN』からは「シャ乱Qロックヴォーカリスト・オーディション」の落選組によりモーニング娘。が結成され、1998年にメジャーデビューした。アーティスト志向ではない昔ながらのアイドル文化を復活させると、再びアイドルに注目が集まるようになった。
一方でプレアイドルにその流れが直接波及することはなかったが、そのような時に、東京四ッ谷にライブハウス「四ッ谷サンバレイ」が開業し、ここが多くのプレアイドルの活躍の場になることで、その知名度が増し始めた。ライブハウスはおもに地下にあったことで、彼女たちを地下アイドルと呼ぶようになったといわれている。地下アイドルの特徴は、大手媒体への露出がないことを逆に熱いライブやファンとの触れ合いで覆そうとしていた所にあり、その頑張りを身近に体験できる一体感がファンの支持を得ていく。一方で「地下アイドル」という呼称は元々の由来から離れ、半ば蔑称のように使われもした。

### 2000年代
2000年代に入ると、桃井はるこに代表されるアキバ系アイドルが勃興し、秋葉原の歩行者天国で路上ライブを繰り広げ、特に専用の劇場を構え恒常的に公演を行うAKB48が表れると、大きな社会現象を引き起こした。
AKB48は単なる物販を行うだけでなく、その購入数を握手や会話など触れ合いの時間や人気投票の投票券と絡めることで、CDの売り上げが低迷する中でも大きな売り上げを上げ続け、これは「AKB商法」と呼ばれて批判も浴びた。しかし、AKB商法の登場は、マスメディアの露出に依存せず、アイドルとファンのコミュニケーションにより人気を獲得する可能性を広く認知させた出来事であった。同時期にはSNSや動画共有サービスが台頭し始めており、時代の流れはマスメディアによる一方向の情報発信からインフルエンサーとファンの間での双方向のコミュニケーションに移りつつあった。
2000年代後半になるとPerfume、AKB48といったライブ系のアイドルが台頭し、1990年代初頭からの地下アイドルの流れがメジャー化した。また楽曲についても、メジャーシーンで活動したミュージシャンがアイドル楽曲の提供・プロデュースを行う例も増え、良質な楽曲を重視するアイドルもしくはアイドルファンを指す「楽曲派」という呼び方も現れ始めた。

### 2010年代
2010年にはサエキけんぞうプロデュースの『W100 LIVEアイドル』がシンコーミュージックから出版され、2011年8月には吉田豪監修のコンピレーションアルバム『ライブアイドル入門』がリリースされた。
この頃になると、地下アイドルとの呼称は良くない印象が出始め、またAKB48とその姉妹グループのように、元来はライブ活動中心のアイドルであってもメディアに積極的に登場するようになったため、相対的に地下アイドルの呼称も実情に合わなくなったため「ライブアイドル」という呼び方が使われるようになってきた。
2010年代には、過酷な環境でも活動を可能にしてきたライブアイドルの手法と、AKB48の影響が相まって「アイドル戦国時代」と呼ばれる、過当競争を生み出すまでに至っている。

### 2020年代
2020年代になると新型コロナウイルス感染症が世界的に流行した影響を受け、感染拡大防止のため外出自粛が求められたり、ライブハウスなどが営業自粛を余儀なくされたため、ライブアイドルもライブができなくなり苦境に立たされることとなった。このため活動停止や解散を選択するグループが現れた一方、直接触れ合う必要のないオンライン配信に移行するライブアイドルも増えた。またライブを開催できない代わりに、トーク配信などを主活動とするアイドルも現れる。
下北沢SHELTER副店長・川本俊によると感染対策などを施し、2020年7月から徐々にライブを再開。アイドルライブはバンド系と比べると、無観客や声を出さないなど変容するルールに対応することに長け、下北沢ERAなどコロナ禍を機にアイドルライブを受け入れた箱も存在する。ERA店長の久保寺豊は「（インディーズバンドファンは）お酒が飲めるかどうかが重要、（アイドルは）ドリンクよりもライブでの応援や特典会が大事」とアルコール提供や飲食提供が規制されていた時期でも集客できたファン心理を分析。「（ライブハウスは）アイドルに助けられた」と述べている。
男性のライブアイドル（通称「メンズ地下アイドル＝メン地下」）も台頭し始めたが、女子中高生などが過剰な推し活にハマり、大金を使ったり生活の乱れを招いたりするなど一部で社会問題化している。
2022年にアソビシステムよりアイドルプロジェクトKAWAII LAB.発足、所属グループのFRUITS ZIPPER、CANDY TUNE、CUTIE STREET等の楽曲がTikTokを中心にバイラルヒットを起こす。
2025年1月、秋葉原ディアステージから発足し、ライブアイドル史に功績を残したでんぱ組inc.がラストライブを行い、16年の活動に幕を下ろした。

## 特徴
ファンとの距離が近い
「会いにいけるアイドル」を標榜する通り、ファンの顔や名前を「認知」して呼びかけたり、握手会・関連グッズ物販やライブチャットで会話を行うなど、ファンとの距離が近いことが特徴。ファン対象に撮影会やツアー企画などのオフ会イベントを行う者もいる。一方、ごく一部ではあるが過激なパフォーマンスや接触を炎上商法・色恋営業的に行う者や、心ないファンによるセクハラ・ストーカー的な言動や誹謗中傷などの被害が起こる場合もある。
関連グッズ販売が収入源
プレアイドルの時代から、ライブアイドルは小規模なライブに多く出演し、会場での物品販売（特典会）などと組み合わせ収益にしてきた。以前は音源CDや「握手券」などの販売が主立っていたが、2009年以降に確認されるチェキ撮影権（アイドルとの写真撮影およびサインやメッセージ等を書いてもらい、その間に会話や交流ができる）の発売はライブアイドル文化の象徴ともなっている。
成長、弱肉強食、下剋上
地下アイドル達の成長、弱肉強食、下剋上が応援する魅力だとされる。近年ではSNSなどで話題になり、全国的に知名度を上げるグループ・人材もいる。グループ内でも人気を競ったり切磋琢磨する一方、運営する事務所も玉石混交であるため、中には法意識の欠如による詐欺まがいの契約トラブルが起きるなど「夢を食い物にする大人」がいる世界でもある。
メンバーの異動・入れ替わりが多い
様々な事情により突如とした「卒業」「脱退」やグループ解散、または別グループへ新メンバーとして移ること（転生）も頻繁である。また「メンバー全員卒業」および「現体制終了」という形でグループを一旦解散とし、後にメンバーを入れ替えた新体制で、名前や楽曲を引き継いで再スタートすることもある。
活動における負担から体力・精神的に不調をきたし休止・脱退を余儀なくされるアイドルも多く、アイドル経験者による引退後のセカンドキャリアをサポートする企業も現れている。

## 「地下アイドル」の区分
絵恋ちゃんは、ソロでアニソンやメジャーアイドルのカヴァーを歌っている「地底アイドルシーン」と、その上（自らの持ち歌がある）の「地下アイドルシーン」の二層構造になっていると吉田豪に語っている。
メジャーデビューして人気のあるアイドルを「地上」、メジャーデビューしてはいるが知名度はあまりないアイドルを「半地下」、インディーズとして活動しているアイドルを「地下」、アイドルと風俗のギリギリのラインで活動しているアイドルを「地底」とする区分もある。

## 関連文献
- 諏訪稔 著『インディーズ・アイドル名鑑』 東京キララ社、河出書房新社（発売）、2012年、ISBN 978-4-309-90956-1[60]
- 姫乃たま 著『潜行 = The Dissimulation : 地下アイドルの人に言えない生活』 サイゾー、2015年、ISBN 978-4-904209-82-0
- 姫乃たま 著『職業としての地下アイドル』 朝日新聞出版〈朝日新書〉、2017年、ISBN 978-4-02-273731-1
- 深井剛志、姫乃たま、西島大介 著『地下アイドルの法律相談』 日本加除出版、2020年、ISBN 978-4-8178-4650-1
- ロマン優光 著『地下アイドルとのつきあいかた』 太郎次郎社エディタス、2023年、ISBN 978-4-8118-0854-3